# Hazleton (Gloucestershire)
Pour les articles homonymes, voir Hazleton.
Hazleton est une paroisse civile et un village du Gloucestershire, en Angleterre.